# Emilianów (gromada w powiecie łowickim)
Emilianów (od 1 I 1970 Oszkowice) – dawna gromada, czyli najmniejsza jednostka podziału terytorialnego Polskiej Rzeczypospolitej Ludowej w latach 1954–1972.
Gromady, z gromadzkimi radami narodowymi (GRN) jako organami władzy najniższego stopnia na wsi, funkcjonowały od reformy reorganizującej administrację wiejską przeprowadzonej jesienią 1954 do momentu ich zniesienia z dniem 1 stycznia 1973, tym samym wypierając organizację gminną w latach 1954–1972.
Gromadę Emilianów z siedzibą GRN w Emilianowie utworzono 31 grudnia 1961 w powiecie łowickim w woj. łódzkim z obszarów zniesionych gromad: Borów (bez wsi Helin i Seligi) i Oszkowice.
1 stycznia 1970 gromadę Emilianów zniesiono przez przeniesienie siedziby GRN z Emilianowa do Oszkowic i zmianę nazwy jednostki na gromada Oszkowice.